# DDR-Leichtathletik-Meisterschaften 1963
Die DDR-Leichtathletik-Meisterschaften 1963 fanden vom 30. August bis 1. September auf dem Ernst-Abbe-Sportfeld in Jena statt.
Folgende Wettkämpfe wurden ausgelagert:
- Mehrkämpfe (Frauen: Siebenkampf) / (Männer: Zehnkampf) – Halberstadt, 17. bis 18. August mit Einzel- / Mannschaftswertungen für Frauen und Männer
- Staffellauf, Frauen: 4 × 200 m – Potsdam 30. Juni 1963; Frauen: 3 × 800 m / Männer: 3 × 1000 m – Riesa 21. Juli 1963
- Marathonlauf und 50-km-Gehen – Bad Saarow 22. September 1963
- 35 km Gehen – Magdeburg 6. Oktober 1963
- Waldlauf (Frauen: Einzel-/ Mannschaftswertung) / (Männer: Mittelstrecke und Langstrecke jeweils Einzel-/ Mannschaftswertung) – Rathenow 28. April 1963

## Medaillengewinner Männer
| Disziplin                                  | Gold                                                                                   | Leistung      | Silber                                                                           | Leistung      | Bronze                                                                                            | Leistung                         |
| ------------------------------------------ | -------------------------------------------------------------------------------------- | ------------- | -------------------------------------------------------------------------------- | ------------- | ------------------------------------------------------------------------------------------------- | -------------------------------- |
| 100 m                                      | Dietmar Falgowski (SC Chemie Halle)                                                    | 10,5 s        | Hans Pollex (ASK Vorwärts Berlin)                                                | 10,5 s        | Wolfgang Krebs (SC Leipzig)                                                                       | 10,5 s                           |
| 200 m                                      | Heinz Erbstößer (SC Leipzig)                                                           | 21,6 s        | Hans Pollex (ASK Vorwärts Berlin)                                                | 21,8 s        | Hermann Burde (ASK Vorwärts Berlin)                                                               | 21,8 s                           |
| 400 m                                      | Arthur Speer (SC Dynamo Berlin)                                                        | 47,4 s        | Edgar Benkwitz (SC Dynamo Berlin)                                                | 47,6 s        | Heinz Christiner (SC Dynamo Berlin)                                                               | 47,7 s                           |
| 800 m                                      | Manfred Matuschewski (SC Turbine Erfurt)                                               | 1:49,0 min    | Wolfgang Kahms (ASK Vorwärts Berlin)                                             | 1:50,5 min    | Jürgen Hartwig (SC Empor Rostock)                                                                 | 1:50,7 min                       |
| 1500 m                                     | Karl-Heinz Kruse (SC Chemie Halle)                                                     | 3:46,2 min    | Siegfried Valentin (ASK Vorwärts Berlin)                                         | 3:47,4 min    | Erich Richter (ASK Vorwärts Berlin)                                                               | 3:48,3 min                       |
| 5000 m                                     | Friedrich Janke (ASK Vorwärts Berlin)                                                  | 14:04,2 min   | Hans-Jürgen Stirner (SC Empor Rostock)                                           | 14:16,0 min   | Siegfried Herrmann (SC Turbine Erfurt)                                                            | 14:17,0 min                      |
| 10.000 m                                   | Friedrich Janke (ASK Vorwärts Berlin)                                                  | 29:34,2 min   | Arthur Hannemann (ASK Vorwärts Berlin)                                           | 29:34,4 min   | Hans Scheumann (SC Wissenschaft DHfK Leipzig)                                                     | 29:39,0 min                      |
| 25 km                                      | Arthur Hannemann (ASK Vorwärts Berlin)                                                 | 1:20:10,0 h   | Heinrich Hagen (SC Empor Rostock)                                                | 1:21:10,0 h   | Eugen Fuhrmann (SC Dynamo Berlin)                                                                 | 1:21,23,4 h                      |
| 25 km Mannschaftswertung                   | ASK Vorwärts Berlin (Arthur Hannemann, Günter Havenstein, Karl-Heinz Müller)           | 4:05:45,0 h   | SC Dynamo Berlin (Eugen Fuhrmann, Siegfried Mann, Heinz Gericke)                 | 4:06:29,2 h   | SC Karl-Marx-Stadt (Klaus Böttger, Christfried Schönherr, Herbert Fink)                           | 4:11:27,0 h                      |
| 4 × 100 m                                  | SC Leipzig (Rainer Schmidt, Peter Wallach, Wolfgang Krebs, Heinz Erbstößer)            | 41,0 s        | ASK Vorwärts Berlin I (Bernd Hopfer, Hermann Burde, Peter Haase, Hans Pollex)    | 41,2 s        | ASK Vorwärts Berlin II (Steffen Dietel, Horst Lengsfeld, Günter Klann, Peter Schulz)              | 41,4 s                           |
| 4 × 400 m                                  | SC Dynamo Berlin (Frank Möller, Heinz Christiner, Edgar Benkwitz, Arthur Speer)        | 3:12,6 min    | SC Leipzig (Jürgen Knörnschild, Horst Wertke, Mathias Seidler, Reinhold Seidler) | 3:14,2 min    | SC Wissenschaft DHfK Leipzig (Alfred Ackermann, Klaus Philipp, Jürgen Mannschatz, Bernd Fährmann) | 3:15,0 min                       |
| 3 × 1000 m                                 | SC Turbine Erfurt (Jürgen May, Siegfried Herrmann, Manfred Matuschewski)               | 7:06,8 min    | ASK Vorwärts Berlin (Herbert Fassinger, Erich Richter, Siegfried Valentin)       | 7:10,1 min    | SC Leipzig (Theo Klöppner, Jürgen Knörnschild, Gert Eisenberg)                                    | 7:12,6 min                       |
| 110 m Hürden                               | Hans-Werner Regenbrecht (SC Dynamo Berlin)                                             | 14,6 s        | Christian Hille (SC Dynamo Berlin)                                               | 14,7 s        | Peter Laufer (SC Dynamo Berlin)                                                                   | 14,7 s                           |
| 200 m Hürden                               | Waldemar Skarus (SC Motor Jena)                                                        | 23,7 s        | Joachim Singer (SC Karl-Marx-Stadt)                                              | 23,8 s        | Wolfgang Utech (SC Chemie Halle)                                                                  | 24,3 s                           |
| 400 m Hürden                               | Joachim Singer (SC Karl-Marx-Stadt)                                                    | 50,9 s        | Waldemar Skarus (SC Motor Jena)                                                  | 53,0 s        | Roger Wagner (SC Empor Rostock)                                                                   | 53,2 s                           |
| 3000 m Hindernis                           | Rainer Dörner (SC Empor Rostock)                                                       | 8:41,4 min    | Alfred Döring (ASK Vorwärts Berlin)                                              | 8:41,8 min    | Dieter Hartmann (SC Motor Jena)                                                                   | 8:45,8 min                       |
| 20 km Gehen                                | Hans-Joachim Pathus (ASK Vorwärts Berlin)                                              | 1:30:00,0 h   | Dieter Lindner (SC Chemie Halle)                                                 | 1:30:15,0 h   | Christoph Höhne (SC Dynamo Berlin)                                                                | 1:32:26,0 h                      |
| 20 km Gehen Mannschaft                     | ASK Vorwärts Berlin (Hans-Joachim Pathus, Gerhard Adolph, Gilbert Hockauf)             | 4:38:58,0 h   | SC Dynamo Berlin (Christoph Höhne, Burkhard Leuschke, Günter Rieger)             | 4:46:46,0 min | TSC Berlin (Gerhard Sperling, Kurt Sakowski, Winfried Skotnicki)                                  | 4:50:53,0 h                      |
| 35 km Gehen                                | Burkhard Leuschke (SC Dynamo Berlin)                                                   | 2:51:33,2 h   | Kurt Sakowski (TSC Berlin)                                                       | 2:53:14,0 h   | Helmut Wilke (SC Aufbau Magdeburg)                                                                | 2:55:10,0 h                      |
| 35 km Gehen Mannschaftswertung             | SC Dynamo Berlin (Burkhard Leuschke, Roland Hadrych, Günter Rieger)                    | 8:48:02,2 h   | SG Dynamo Dresden (Wolfgang Skupin, Hans-Udo Schimmel, Rolf Balzer)              | 10:37:36,8 h  | nur zwei Mannschaften angetreten                                                                  | nur zwei Mannschaften angetreten |
| 50 km Gehen                                | Christoph Höhne (SC Dynamo Berlin)                                                     | 4:10:46,8 h   | Kurt Sakowski (TSC Berlin)                                                       | 4:14:16,0 h   | Klaus Lobach (SC Aufbau Magdeburg)                                                                | 4:17:42,0 h                      |
| 50 km Gehen Mannschaftswertung             | SC Dynamo Berlin (Roland Hadrych, Burkhard Leuschke, Günter Rieger)                    | 13:14:25,4 h  | SG Dynamo Dresden (Wolfgang Skupin, Rudolf Korb, Hans-Udo Schimmel)              | 15:48:55,6 h  | nur zwei Mannschaften angetreten                                                                  | nur zwei Mannschaften angetreten |
| Marathon                                   | Hagen Heinrich (HSG Wissenschaft Rostock)                                              | 2:24:50,0 h   | Klaus Böttger (SC Karl-Marx-Stadt)                                               | 2:27:42,0 h   | Heinz Gericke (SC Dynamo Berlin)                                                                  | 2:29:29,6 h                      |
| Marathon Mannschaftswertung                | SC Dynamo Berlin (Heinz Gericke, Eugen Fuhrmann, Siegfried Mann)                       | 7:34:09,2 h   | SC Leipzig (Hans Küstner, Hans-Joachim Basin, Winfried Stübke)                   | 8:22:54,0 h   | ASK Vorwärts Berlin (Karl-Heinz Müller, Gerhard Lüty, Günter Reble)                               | 8:28:31,4 h                      |
| Hochsprung                                 | Gerd Dührkop (SC Empor Rostock)                                                        | 2,07 m        | Rudi Köppen (SC Dynamo Berlin)                                                   | 2,04 m        | Jürgen Ulrich (SC Wissenschaft DHfK Leipzig)                                                      | 2,04 m                           |
| Stabhochsprung                             | Manfred Preußger (SC Wissenschaft DHfK Leipzig)                                        | 4,85 m        | Peter Lauer (SC Dynamo Berlin)                                                   | 4,80 m        | Günter Malcher (SC Wissenschaft DHfK Leipzig)                                                     | 4,65 m                           |
| Weitsprung                                 | Arndt Kluge (SC Wissenschaft DHfK Leipzig)                                             | 7,64 m        | Günter Gollos (ASK Vorwärts Berlin)                                              | 7,57 m        | Fritz Poerschke (ASK Vorwärts Berlin)                                                             | 7,46 m                           |
| Dreisprung                                 | Hans-Jürgen Rückborn (ASK Vorwärts Berlin)                                             | 16,17 m       | Manfred Hinze (SC Empor Rostock)                                                 | 15,90 m       | Karl Thierfelder (SG Dynamo Adlershof)                                                            | 15,60 m                          |
| Kugelstoßen                                | Rudolf Langer (SC Aufbau Magdeburg)                                                    | 17,92 m       | Jürgen Henße (SC Empor Rostock)                                                  | 17,56 m       | Dieter Denke (SC Karl-Marx-Stadt)                                                                 | 16,62 m                          |
| Diskuswurf                                 | Lothar Milde (SC Chemie Halle)                                                         | 55,84 m       | Ulrich Brembach (SC Chemie Halle)                                                | 53,99 m       | Detlef Thorith (SC Dynamo Berlin)                                                                 | 53,59 m                          |
| Speerwurf                                  | Horst Bade (ASK Vorwärts Berlin)                                                       | 79,13 m       | Joachim Schuster (SC Karl-Marx-Stadt)                                            | 71,11 m       | Joachim Müller (SC Motor Jena)                                                                    | 70,13 m                          |
| Hammerwurf                                 | Martin Lotz (SC Wissenschaft DHfK Leipzig)                                             | 63,94 m       | Manfred Losch (SC Wissenschaft DHfK Leipzig)                                     | 63,57 m       | Siegfried Vorkefeld (SC Chemie Halle)                                                             | 58,12 m                          |
| Zehnkampf                                  | Wolfgang Utech (SC Chemie Halle)                                                       | 7094 Punkte   | Klaus Grogorenz (ASG Vorwärts Trollenhagen)                                      | 6763 Punkte   | Gerhard Lohse (SC Leipzig)                                                                        | 6234 Punkte                      |
| Zehnkampf Mannschaftswertung               | SC Chemie Halle (Wolfgang Utech, Horst Mempel, Jürgen Hudowenz)                        | 18.105 Punkte | SC Wissenschaft DHfK Leipzig (Hartmut Behrendt, Werner Glatz, Jörg Ramlow)       | 17.557 Punkte | SC Leipzig (Gerhard Lohse, Hans-Joachim Veit, Rainer Bergmann)                                    | 16.480 Punkte                    |
| Waldlauf Mittelstrecke – 2,5 km            | Jürgen May (SC Turbine Erfurt)                                                         | 6:47,6 min    | Werner Krause (ASK Vorwärts Berlin)                                              | 6:49,4 min    | Gerhard Köhler (SG Dynamo Magdeburg)                                                              | 6:50,2 min                       |
| Waldlauf Mittelstrecke, Mannschaftswertung | ASK Vorwärts Berlin (Siegfried Valentin, Werner Krause, Wolf-Dieter Holtz)             | 11 Punkte     | SC Turbine Erfurt (Jürgen May, Manfred Matuschewski, Dieter König)               | 11 Punkte     | SC Karl-Marx-Stadt (Meyer, Frank Weller, Manfred Naumann)                                         | 38 Punkte                        |
| Waldlauf Langstrecke – 7,5 km              | Friedrich Janke (ASK Vorwärts Berlin)                                                  | 21:44,0 min   | Hermann Buhl (ASK Vorwärts Berlin)                                               | 21:48,4 min   | Siegfried Herrmann (SC Turbine Erfurt)                                                            | 21:48,6 min                      |
| Waldlauf Langstrecke, Mannschaftswertung   | ASK Vorwärts Berlin (Friedrich Janke, Hermann Buhl, Helmut Nothnagel, Hubert Herrmann) | 8 Punkte      | SC Karl-Marx-Stadt (Harry Köhler, Gerhard Hönicke, Klaus Böttger)                | 26 Punkte     | SC Turbine Erfurt (Jürgen May, Siegfried Herrmann, Manfred Matuschewski)                          | 39 Punkte                        |

## Medaillengewinner Frauen
| Disziplin                    | Gold                                                                            | Leistung      | Silber                                                                                | Leistung      | Bronze                                                                                | Leistung      |
| ---------------------------- | ------------------------------------------------------------------------------- | ------------- | ------------------------------------------------------------------------------------- | ------------- | ------------------------------------------------------------------------------------- | ------------- |
| 100 m                        | Hannelore Raepke (SC Chemie Halle)                                              | 11,8 s        | Heilwig Winkler (SC Motor Jena)                                                       | 11,9 s        | Ingrid Schneider (SC Dynamo Berlin)                                                   | 11,9 s        |
| 200 m                        | Hannelore Raepke (SC Chemie Halle)                                              | 24,2 s        | Ingrid Schneider (SC Dynamo Berlin)                                                   | 24,6 s        | Heilwig Winkler (SC Motor Jena)                                                       | 24,8 s        |
| 400 m                        | Gertrud Schmidt (SC Traktor Schwerin)                                           | 55,2 s        | Erika Allmann (SC Leipzig)                                                            | 56,4 s        | Lilli Liedtke (SC Empor Rostock)                                                      | 56,9 s        |
| 800 m                        | Waltraud Kaufmann (SC Chemie Halle)                                             | 2:08,5 min    | Annemarie Hübner (SC Chemie Halle)                                                    | 2:09,4 min    | Renate Schönfeld (SC Empor Rostock)                                                   | 2:09,5 min    |
| 4 × 100 m                    | SC Dynamo Berlin (Karin Stöwe, Ingrid Schneider, Sigrid Albert, Sibylle Kobsch) | 46,6 s        | SC Leipzig (Lucie Funk, Erika Allmann, Edith Drescher, Ingrid Bandow)                 | 46,7 s        | SC Chemie Halle (Monika Himmelreich, Hannelore Raepke, Doris Bauch, Marlies Jesumann) | 47,0 s        |
| 4 × 200 m                    | SC Dynamo Berlin (Ursula Böhm, Sigrid Albert, Sibylle Kobsch, Ingrid Schneider) | 46,6 s        | SC Chemie Halle (Doris Bauch, Marlies Jesumann, Monika Himmelreich, Hannelore Raepke) | 46,7 s        | TSC Berlin (Gundula Diel, Anita Giese, Ingrid Sawade, Hannelore Lemke)                | 1:41,1 min    |
| 3 × 800 m                    | SC Chemie Halle (Ursula Glaser, Marion Hübner, Waltraud Kaufmann)               | 6:41,0 min    | SC Empor Rostock (Marga Pardun, Lilli Liedtke, Renate Schönfeld)                      | 6:44,0 min    | SG Dynamo Potsdam (Dorith Tönke, Waltraud Höllstein, Margot Laaser)                   | 6:54,2 min    |
| 80 m Hürden                  | Karin Balzer (SC Leipzig)                                                       | 10,9 s        | Doris Huth (SC Empor Rostock)                                                         | 11,1 s        | Marlies Jesumann (SC Chemie Halle)                                                    | 11,2 s        |
| Hochsprung                   | Doris Langer (SC Leipzig)                                                       | 1,69 m        | Dagmar Melzer (SC Wissenschaft DHfK Leipzig)                                          | 1,65 m        | Gerda Garke (SC Cottbus)                                                              | 1,65 m        |
| Weitsprung                   | Karin Balzer (SC Frankfurt)                                                     | 6,15 m        | Bärbel Geißler (SC Frankfurt)                                                         | 5,93 m        | Evelyn Berndt (SC Leipzig)                                                            | 5,84 m        |
| Kugelstoßen                  | Renate Garisch-Culmberger (SC Empor Rostock)                                    | 17,32 m       | Johanna Hübner (SC Wissenschaft DHfK Leipzig)                                         | 16,49 m       | Margitta Helmbold (SC Wissenschaft DHfK Leipzig)                                      | 16,28 m       |
| Diskuswurf                   | Ingrid Lotz (SC Wissenschaft DHfK Leipzig)                                      | 53,99 m       | Doris Lorenz (SC Wissenschaft DHfK Leipzig)                                           | 52,25 m       | Anita Hentschel (SC Leipzig)                                                          | 50,57 m       |
| Speerwurf                    | Marion Gräfe (SC Wissenschaft DHfK Leipzig)                                     | 58,45 m       | Ingeborg Schwalbe (SC Dynamo Berlin)                                                  | 55,76 m       | Christa Büchner (SC Karl-Marx-Stadt)                                                  | 50,79 m       |
| Fünfkampf                    | Karin Balzer (SC Frankfurt)                                                     | 4558 Punkte   | Inge Exner (SC Motor Jena)                                                            | 4505 Punkte   | Ingrid Bandow (SC Leipzig)                                                            | 4422 Punkte   |
| Fünfkampf Mannschaftswertung | SC Leipzig (Ingrid Bandow, Erika Troszczynski, Evelyn Berndt)                   | 12.926 Punkte | SC Wissenschaft DHfK Leipzig (Erika Keilhauer, Heidrun Richter, Doris Pietzschmann)   | 12.682 Punkte | SC Aufbau Magdeburg (Evelin Kluge, Doris Paulus, Renate Kämpf)                        | 12.260 Punkte |
| Waldlauf – 1 km              | Annemarie Hübner (SC Chemie Halle)                                              | 2:40,8 min    | Gertrud Schmidt (SC Traktor Schwerin)                                                 | 2:42,8 min    | Inge Reimann (SC Wissenschaft DHfK Leipzig)                                           | 2:43,0 min    |
| Waldlauf Mannschaftswertung  | SC Chemie Halle (Annemarie Hübner, Waltraud Kaufmann, Ursula Glaser)            | 15 Punkte     | SG Dynamo Potsdam (Dorith Tonke, Margot Laaser, Waltraud Hollstein)                   | 24 Punkte     | SC Traktor Schwerin (Gisela Breier, Gisela Steiner, Gertrud Schmidt)                  | 25 Punkte     |